# Георги Ненов
Георги Петков Ненов е български архитект.

## Биография
Роден на 9 юни 1862 г. в град Ловеч. Учи в родния си град. Получава държавна стипендия и успява да завърши Априловската гимназия в Габрово през 1885 г. След конкурсен изпит е държавен стипендиант за завършване на висше образование в чужбина. Постъпва в Института за граждански инженери в Санкт Петербург. Продължава образованието си в белгийския град Гент в периода 1886 – 1889 г.
След дипломирането си като инженер-архитект се завръща в България. Работи като градски инженер на Ловеч. Изготвя точна кадастрална снимка на по-важните улици на града. Управлява обществените строежи, окръжната палата и ловешката държавна болница.
Инженер-архитект по регулирането и строенето на населените места в България при Дирекцията на земеделието, търговията и общите сгради (1891) в София. Работи върху проектозакон за благоустройството на страната. Секретар на Българско инженерно-архитектурно дружество (1892). Член на редакционната колегия на Списание на инженерно-архитектурното дружество (1894).
Работи по кадастралните снимки и улично-регулационните планове на Златица (1892), Пирдоп (1893), Цариброд (1893) и Котел (1894). Проектира държавните болници в Плевен, Разград, Ловеч и Трън; конезавода „Клементина“, горското училище в м. „Чамкория“ (1896) и др.
Изготвя проект на Закон за благоустройството на населените места, който е приет и влиза в сила през 1897 г. С него Ненов поставя на рационална основа, ръководи, провежда и контролира изпълнението на селищното планиране в следосвобожденска България. Публикува над 200 научни и научнопопулярни статии. Ценен е и неговият „Благоустройствен наръчник“ (1924).
Почетен член на БИАД от 1924 г. Награждаван е с Орден „За гражданска заслуга“ IV и V степен, Орден „Свети Станислав“ (Русия) и възпоменателен кръст „За независимостта на България 1908 година“. Биографията на архитект Георги Ненов е в световната архитектурна енциклопедия на ХХ век (Лондон, 2001).

## Проекти
Сгради по проект на арх. Ненов към държавната болница в град Ловеч, построени между 1890 и 1891 г.

## Памет
На архитект Георги Ненов е наречена улица в квартал „Люлин“ в София (Карта).